# Albanoi
Albanoi (heter också Arbanoi, på albanska albanët, på svenska även albanoierna) tros ha varit ett illyriskt folk i det som i dag är centrala Albanien. Det omnämns första gången på 100-talet av den grekiske astronomen och geografen Klaudios Ptolemaios från Alexandria.
Mellan 700 och 1000 förefaller Illyrien ha blivit alltmer sällsynt i tidens dokument. Samtidigit ökade namnet Arberien, senare som Albanien och som härledningar av albanoi, i användning. Detta betecknade ungefär samma geografiska område.